# 馬姆丘里
50°5′49″N 24°57′25″E / 50.09694°N 24.95694°E
馬姆丘里（羅馬化：Mamchuri）是烏克蘭西部的村莊，隸屬利維夫州的佐洛奇夫區。該村始建於600年，面積0.07平方公里，海拔高度219米，2001年人口11，人口密度每平方公里157.14人。